# Romulea ramiflora

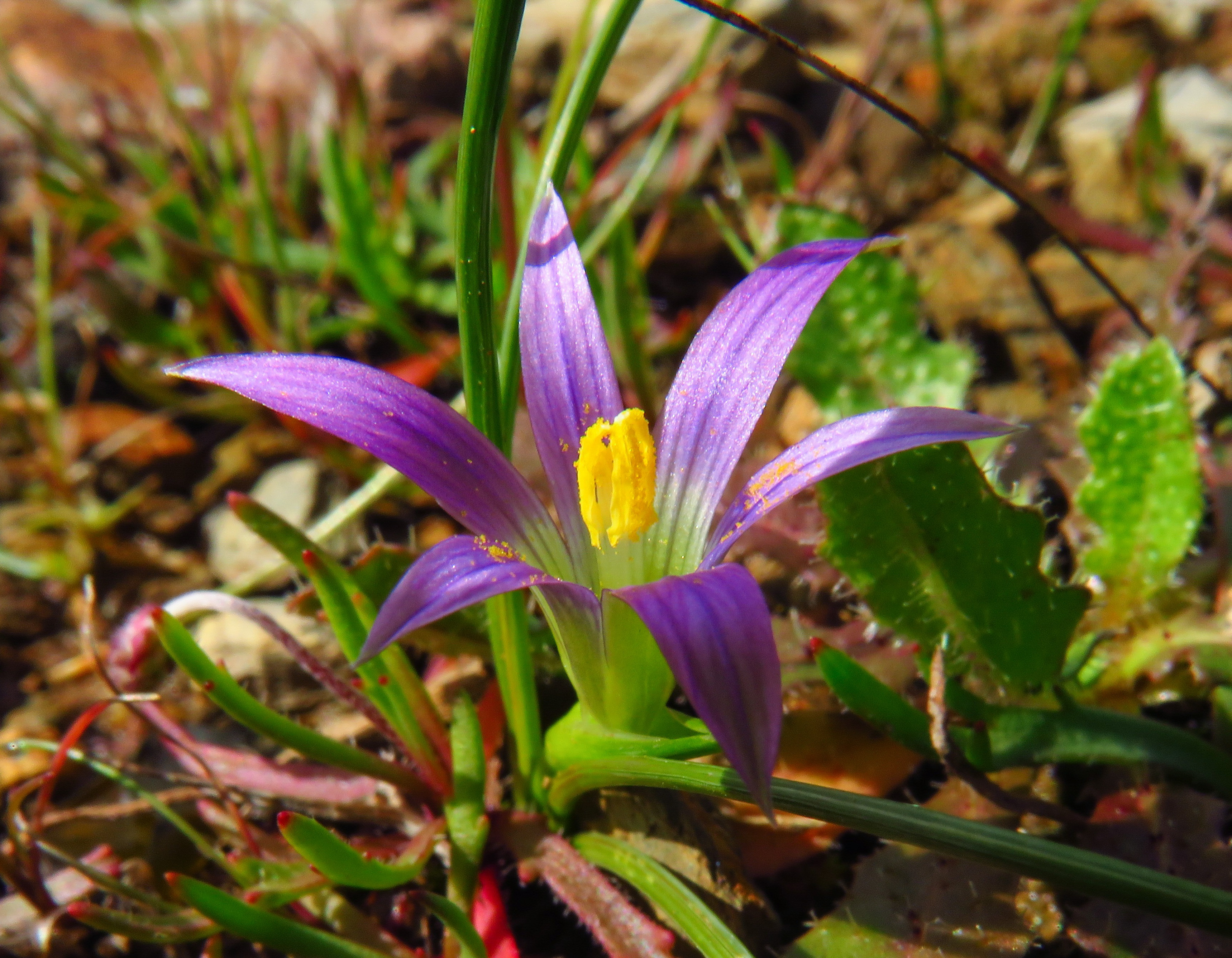
Romulea ramiflora subsp. gaditana en la provincia de Huelva (España).

Romulea ramiflora es una planta de la familia de las iridáceas.

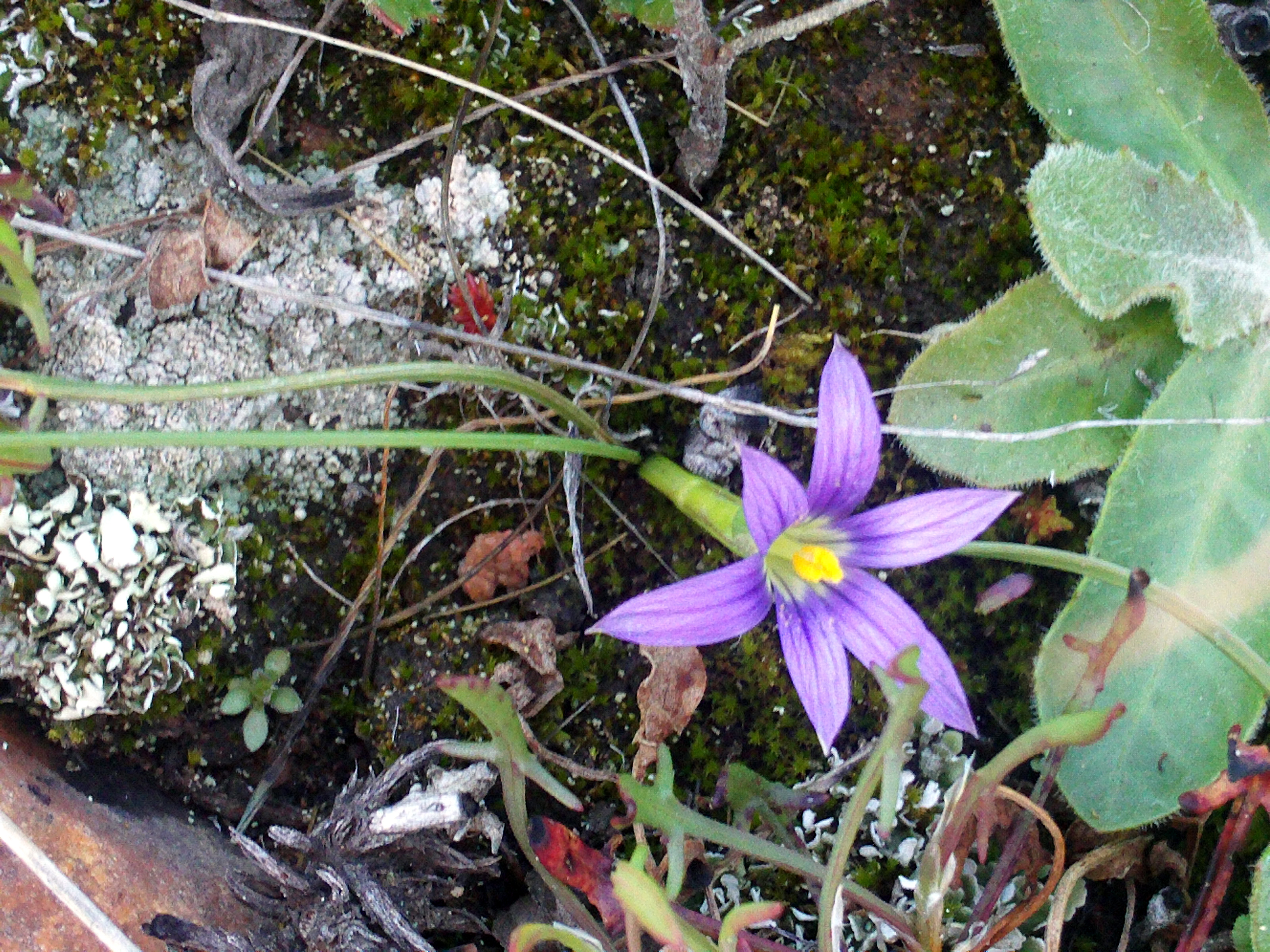
En su hábitat

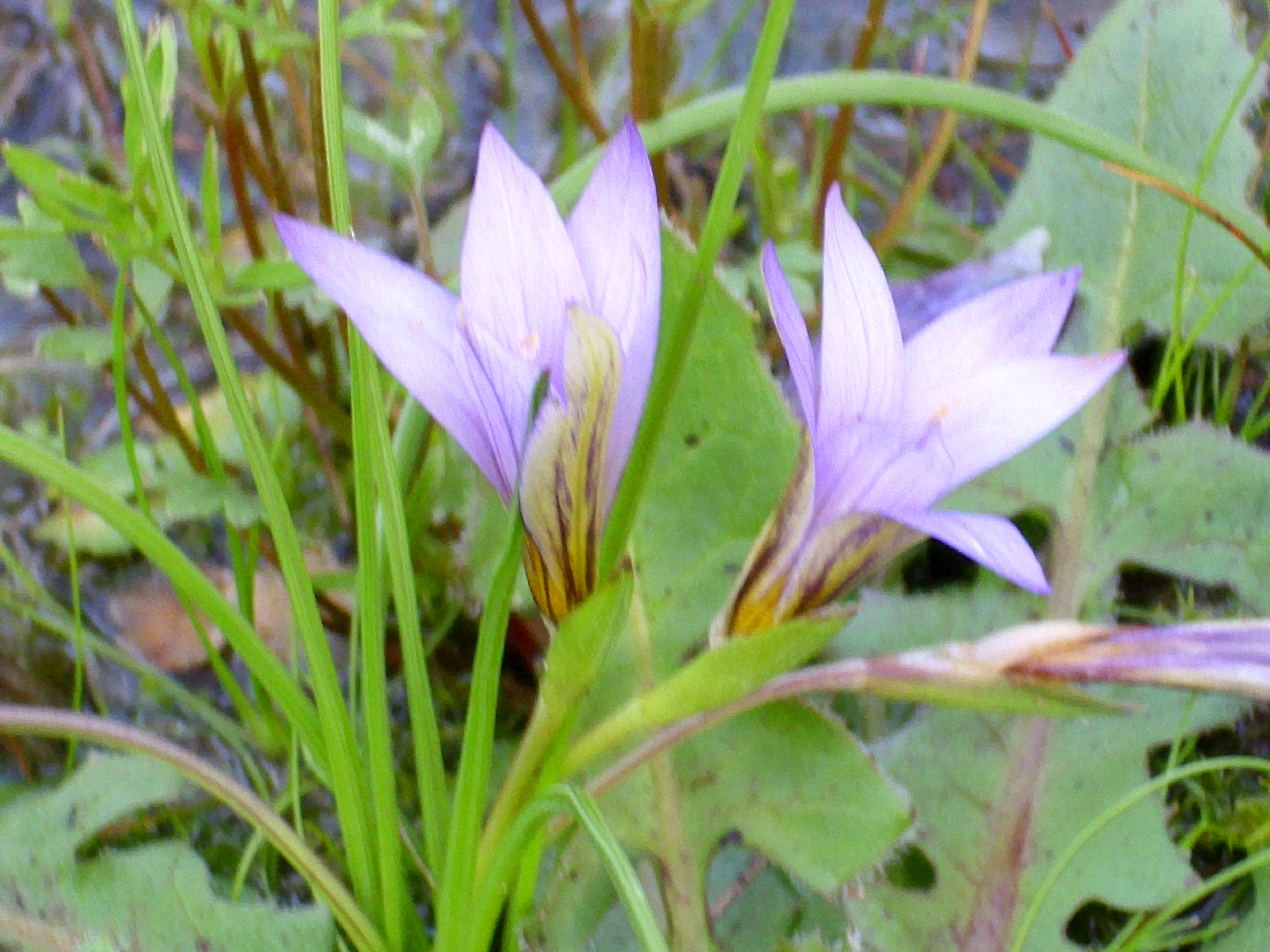
Vista de la planta

## Descripción
Planta bulbosa, perenne, con 1 a 3 flores que nacen sucesivamente pero en solitario, sobre tallos de hasta 15 cm. Los pétalos son primero de color malva intenso en el interior, cambiando luego a fucsia y de tonos verdes amarillos en el exterior. Las 2 brácteas que hay debajo de la flor son herbáceas y los estigmas no sobrepasan de las anteras. El fruto es una cápsula escariosa con 3 válvulas.

## Distribución y hábitat
En el oeste y sur de la península ibérica en España y Portugal. Habita en sitios herbosos, claros de pinares y matorrales. Hábitats costeros, arenosos desnudos o herbosos, zonas pantanosas y prados inundados.

## Taxonomía
Romulea ramiflora fue descrita por Sebast. & Mauri y publicado en Florae Romanae Prodromus 18 1818.
Etimología
Romulea: nombre genérico que fue nombrado en honor de Rómulo, el fundador de Roma en la leyenda.
ramiflora: epíteto latíno que significa "con ramas de flores"
Subespecies
- Romulea ramiflora Ten. subsp. gaditana (G.Kunze) Marais.[1] Esta subespecie tiene flores más grandes que la anterior (30 a 35 mm de diámetro) con pétalos de color lila muy claro y blanco-amarillo en la base.[2] Tépalos de 16-23 mm de largo, de color morado en el envés. Los estigmas sobrepasan las anteras y la bracteola es escariosa. Crece en lugares parecidos al anterior y florece en invierno y principio de primavera en el suroeste de la península ibérica.

Sinonimia
- Bulbocodium ramiflorum (Ten.) Kuntze
- Ixia ramiflora (Ten.) Ten.
- Romulea anceps (Merino) Bég.
- Romulea planifolia Jord.
- Romulea ramiflora var. contorta Bég.
- Romulea ramiflora subsp. ramiflora
- Romulea tenella Samp.
- Romulea tenella var. purpurea (Merino) Merino
- Trichonema anceps Merino
- Trichonema columnae var. gallaecium Merino
- Trichonema columnae f. purpureum Merino
- Trichonema edule Herb.
- Trichonema purpurascens var. virescens Merino
- Trichonema ramiflorum (Ten.) Sweet
- Trichonema tenellum (Samp.) Samp.[6][7]